# Садруги-Метехи
Садруги-Метехи (груз. სადგური მეტეხი) — село в Грузии, на территории Каспского муниципалитета края (мхаре) Шида-Картли.

## География
Село находится в центральной части Грузии, на левом берегу реки Куры, на расстоянии приблизительно 4 километров (по прямой) к западу от города Каспи, административного центра муниципалитета. Абсолютная высота — 560 метров над уровнем моря.

## Население
По результатам официальной переписи населения 2014 года, в Садруги-Метехи проживало 604 человека (298 мужчин и 306 женщин). В национальной структуре населения грузины составляли 96,2 %, армяне — 1,3 %, азербайджанцы — 1,2 %.